# Nartuby
Die Nartuby ist ein Fluss in Frankreich, der im Département Var in der Region Provence-Alpes-Côte d’Azur verläuft. Er entspringt am Truppenübungsplatz Camp militaire de Canjuers, beim Weiler Village de Canjuers im Gemeindegebiet von Montferrat, entwässert zunächst Richtung Süd und Südwest, dreht dann auf Südost und mündet nach 34 Kilometern im Gemeindegebiet von Le Muy als linker Nebenfluss in den Argens.

## Orte am Fluss
- Montferrat
- Châteaudouble
- Draguignan
- Trans-en-Provence
- La Motte
- Le Muy

## Sehenswürdigkeiten
- Bei der Schlucht Gorges de Châteaudouble fließt die Nartuby durch ein enges, teilweise mit Fichten und niederen Kiefern bewachsenes Bergtal.
- Im Wasserfall Saut du Capelan stürzt das Wasser der Nartuby 30 Meter in die Tiefe.